# Lophorrhachia usiura
Lophorrhachia usiura là một loài bướm đêm trong họ Geometridae.